# Aurangabad (distrikt i Bihar)
Aurangābād är ett distrikt i Indien.   Det ligger i delstaten Bihar, i den nordöstra delen av landet, 900 km sydost om huvudstaden New Delhi. Antalet invånare är 2 540 073.
Följande samhällen finns i Aurangābād:
- Aurangabad
- Daudnagar
- Rafiganj
- Nabīnagar
- Obra